# Аналогни рачунар
Аналогни рачунар (аналогна рачунска машина) је врста рачунара који користи континуалне (непрекидно промјењиве, не-дискретне) физичке величине за моделирање проблема који се рјешава. Физичке величине могу бити хидрауличне, електричне, пнеуматске, механичке и друге.
У данашње вријеме аналогни рачунари су углавном замијењени дигиталним, мада се и данас користе за посебне намјене.

## Принцип рада
Аналогни рачунари врше разне математичке операције вршећи обраду континуалних величина. Иако се најчешће користи електрична струја или напон, то није никакво правило, и било која континуална величина може да се употријеби.
Узмимо једноставан систем за сабирање два броја, рецимо (3+5). Ако имамо двије исте чаше са скалом за мјерење нивоа воде у чаши, сабирање можемо извршити на једноставан начин. У прву чашу налијемо воде до трећег подиока (за број 3). У другу налијемо воду до петог подиока (број 5). Ако сад садржај обје чаше излијемо у трећу празну чашу са подиоцима, очитавамо висину воде као 8 (осми подиок). Овај једноставан систем дакле врши сабирање.
Ово се може извести и електрично са 2 реостата спојена паралелно и подешавањем струје у свакој грани, а затим мјерењем укупне струје послије споја паралелних грана (Киршхофов закон). Логаритмар функцију сабирања врши сабирањем дужина.
Овакви системи су заиста и кориштени за неке машине крајем 19. и почетком 20. вијека. Један од занимљивијих је рачунар MONIAC који је користио воду за симулацију рада економије државе.

## Аналогни рачунарски елементи
Модерни системи углавном користе електронске елементе за рачунске операције, а операциони појачавач је главни елемент за конструкцију свих рачунарских елемената. Елементи укључују множаче, сабираче, интеграторе, диференцијаторе, генераторе функција и тако даље.
За детаље у вези радних елемената, погледати чланак аналогни рачунарски елементи.

## Историја
Међу прве аналогне рачунаре се убрајају механизам са Антикитере, астролаб и логаритмар. Логаритмар користи дужину као физичку величину за помоћ при прорачуну. Касније се јављају разне механичке направе, као планиметар.
Између два свјетска рата се ради на развоју диференцијалних анализатора, претеча каснијих аналогних рачунара. Специјализовани мрежни анализатори за симулацију мрежа дистрибуције електричне енергије се појављују око 1925. године. Састоје се од пасивних компоненти, отпорника, кондензатора и калема, којима потпуно електрично представљају стварне мреже дистрибуције. Кориштени су за откривање проблема као што су пад напона на електричним линијама, ток стрије и слично. Новији модели су подесни и за транзијентне проблеме.
Током Другог свјетског рата у САД је створен М-9 артиљеријски директор, који је касније описан као први зачетник правог аналогног рачунара. Рагацини, Расел и Рендал (Ragazzini, Russel, Randall) граде први електронски аналогни рачунар на једносмјерну струју 1947. године. Идуће године већ почиње комерцијални развој аналогних рачунара.
Модернији системи користе низ рачунарских елемената електронског типа, као што су множачи, сабирачи, интегратори, диференцијатори, генератори функција и тако даље. Раније су се доста користили и механички и електромеханички системи.

## Подјела
Главна подјела је на аналогне рачунаре за специјалне намјене (директне), и универзалне аналогне рачунаре (за општу намјену, индиректне). Сваки аналогни рачунар има одређени број рачунарских елемената.

### Специјални
Специјални аналогни рачунари се користе за рјешавање специјализованих проблема као што су пренос топлоте, проток течности, оптерећење структура и тако даље. Термални анализатор је примјер оваквог аналогног рачунара који се користи за рјешавање параболичких и елиптичких једначина. Ова врста би имала отпорнике и кондензаторе и посебне јединице за прорачун (промјенљива на четврти степен) за студије зрачења топлоте. Пошто углавном користе пасивне елементе називају се и пасивни аналогни рачунари.

### Универзални
Универзални аналогни рачунари су подесне за рјешавање система диференцијалних једначина. Дају одређена рјешења за системе линеарних или нелинеарних диференцијалних једначина са више променљивих. Елементи за рјешавање линеарних математичких релација су множачи, сабирачи, дјелитељи, интегратори и мјерни системи. За рјешавање нелинеарних проблема користе се генератори функција.

### Комбиновани
Комбиновани директне и индиректне аналогни рачунари се користе за симулације у реалном времену, посебно за откривање понашања система у којем је укључен и човјек.

### По начину добијања рјешења
Постоје спори и репетитивни аналогни рачунари.
Спори су тачнији и независна промјенљива т се може бирати по жељи, чак и у реалном времену. Ово је посебно погодно за симулације у реалном времену. Мана је спорих аналогних рачунара што се почетни услови могу мијењати само на почетку.
Репетитивни аналогни рачунари раде на фреквенцији 50 или 60 херца и понављају рјешење толико пута у секунди. Свака промјена неког параметра се одражава директно на резултат па је могућа континуална провјера и праћење рада. Дају рјешење само за уски временски опсег промјенљиве т.

## Предности и недостаци
Највећа предност аналогног рачунара је могућност директног визуелног праћења рада и утицаја промјена улазних величина на резултат прорачуна или симулације. Резултати се очитавају на волтметру, осцилоскопу или писачу.
Мане су начин програмирања (мијењањем физичких спојева између компоненти, подешавањем потенциометара и слично), прецизност резултата обично не већа од 0,1%, скупа израда (захтијева прецизне компоненте), отежано похрањивање података, температурна нестабилност компоненти и тако даље.

## Хибридни аналогно-дигитални рачунар
Током 1960-их година се појавила тенденција спајања аналогне и дигиталне рачунске машине у једну, ради комбинације добрих особина поједних типова. Обично су коришћени претварачи за пренос аналогних у дигиталне величине а рјеђе обрнуто.